# María Eugenia González (judoka)
María Eugenia González es una deportista chilena que compitió en judo. Ganó tres medallas en el Campeonato Panamericano de Judo entre los años 1982 y 1988.

## Palmarés internacional
| Campeonato Panamericano | Campeonato Panamericano   | Campeonato Panamericano | Campeonato Panamericano |
| Año                     | Lugar                     | Medalla                 | Categoría               |
| ----------------------- | ------------------------- | ----------------------- | ----------------------- |
| 1982                    | Santiago de Chile (Chile) | Medalla de oro          | –48 kg                  |
| 1984                    | Ciudad de México (México) | Medalla de bronce       | –48 kg                  |
| 1988                    | Buenos Aires (Argentina)  | Medalla de bronce       | –48 kg                  |